# Years & Years
Years & Years — британське тріо з Лондона, яке виступає в стилі електро. Гурт складається з соліста і клавішника Оллі Александра, басиста Майкі Голдсворті, а також Емре Туркмена на синтезаторі. Музика цього гурту описується як електропоп, змішаний з R&B та елементами музики хауз дев'яностих, із головним впливом таких колективів, як Flying Lotus, Diplo, Radiohead і Jai Paul.

## Кар'єра

### Ранні роки
Гурт утворився в 2010 році після того, як Голдсворті переїхав до Великої Британії з Австралії і познайомився з Ноелем ЛІманом, а пізніше, в мережі, з Емре Туркменом. Незабаром до них приєднався Александр як головний вокаліст. Це сталося після того, як Голдсворті почув, як той співає в душі. Спочатку гурт складався з п'яти осіб, включаючи Ноеля Лімана та Олів'є Сабріа. Ліман і Сабріа покинули гурт в 2013.

### 2012—2016:Communion
Дебютний сингл «I Wish I Knew» вийшов в липні 2012 на лейблі Good Bait. У 2013 гурт підписав договір із французьким лейблом Kitsuné, з яким, вже як тріо, випустив другий сингл «Traps» у вересні того ж року. Їх третій сингл «Real» вийшов на тому ж лейблі у лютому 2014 року, а у музичному відео на цю пісню знявся актор Бен Вішоу, що працював разом з Оллі Александром в п'єсі Пітер і Еліс, а також Нейтан Стюарт-Джаррет з телесеріалу Покидьки.
У 2014 гурт підписав контракт з Polydor Records і випустив четвертий сингл «Take Shelter». Мініальбом досяг першого місця в Itunes UK Singles Electronic Chart. У грудні 2014 вийшов п'ятий сингл гурту, «Desire», досяг двадцять другого місця в чарті синглів Великої Британії.
У січні 2015 року гурт виграв престижну премію BBC Sound of 2015. Того ж місяця їх шостий сингл «King» був представлений на BBC Radio 1, обраний Зейн Лоу як HOT Record DAY. 25 лютого 2015 року Years & Years також були номіновані на премію Вибір Критиків в Brit Awards 2015. У березні 2015 сингл досяг вершини UK Chart. 18 березня гурт анонсував дебютний альбом Причастя. 7 червня 2015 року відбулася прем'єра кліпу на пісню «Shine». Знімання відеокліпу з містичним сюжетом відбувалося у Києві, у Пущі-Водиці. Про те, що локація дійсно українська, свідчить не лише інтер'єр будинку, де перебувають музиканти, але й продукти виробників, що потрапили в кадр.
Реліз альбому «Communion» відбувся 10 липня 2015 лейблом Polydor.

### 2016–теперішній час:Palo Santo
13 вересня 2016 року гурт випустив нову пісню «Meteorite», який став саундтреком до фільму «Дитина Бріджит Джонс». 28 вересня з'явився кліп на цю пісню.
Пізніше Оллі розповів, що він працював над новим матеріалом з американським композитором Джастіном Трентером та співачкою Джулією Майклз. Прем'єра треку під назвою «Sanctify» відбулася 7 березня 2018 року. Протягом першої доби пісня потрапила в топ популярних відео на YouTube. Реліз другого синглу «If You Over Me» відбувся 10 травня 2018 року.
Другий студійний альбом під назвою «Palo Santo» вийшов 6 липня 2018 року. 18 червня 2018 року гурт оголосив європейські дати туру в підтримку нового альбому.
14 лютого 2019 року, в День Закоханих, Years & Years завітали до України. Концерт відбувся в Києві, в клубі Stereo Plaza. Передував Years & Years український співак Constantine.

## Учасники
- Оллі Александр — вокал, клавішні
- Майкі Голдсворті — синтезатор, клавішні, бас-гітара
- Емре Туркмен — синтезатор, клавішні, біти, семпли, семплінг, секвенсор, лептоп, акустична гітара

## Дискографія

### Студійні альбоми
- Communion (2015)
- Palo Santo (2018)

### Мініальбоми
- Traps (2013)
- Real (2014)
- Take Shelter (2014)
- Y & Y (2015)